# Rhaphiodon
Rhaphiodon es un género monotípico de plantas con flores perteneciente a la familia Lamiaceae. Su única especie: Rhaphiodon echinus (Nees & Mart.) Schauer, Flora 27: 345 (1844), es originaria de  Brasil.

## Sinonimia
- Zappania echinus Nees & Mart., Nova Acta Phys.-Med. Acad. Caes. Leop.-Carol. Nat. Cur. 11: 71 (1823).
- Lippia echinus (Nees & Mart.) Spreng., Syst. Veg. 4(2): 351 (1827).
- Hyptis sideritis Mart. ex Benth., Labiat. Gen. Spec.: 97 (1833).
- Mesosphaerum sideritis (Mart. ex Benth.) Kuntze, Revis. Gen. Pl. 2: 527 (1891).[1]